# Festival del Mar (Santander)
El Festival del Mar es un conjunto de acontecimientos que se celebra cada cuatro años en Santander. La primera edición se desarrolló en el verano de 2005, año en el que la ciudad celebró el 250 aniversario de la concesión del título de Ciudad a Santander en 1755 por el rey Fernando VI.
Se trata de una de la citas culturales marineras por excelencia que reúne en la ciudad a espectaculares barcos veleros y embarcaciones de época. Es una reunión que acoge a una curiosa flota, como en su segunda edición –celebrada en septiembre de 2009-, venida de todos los puntos del mundo. En concreto, algunos de los barcos llegaron a la costa cántabra desde Ámsterdam.
Cinco años después, del 30 de agosto al 2 de septiembre de 2014, poco antes del Mundial de Vela, Santander volvió a abrir las puertas de su bahía y acogió en sus muelles a innumerables veleros procedentes de todo el mundo, con motivo del 3.er Festival del Mar.
El Festival del Mar es una cita en la que se rememora la larga y fructífera trayectoria portuaria de la ciudad. Desde 1755, el Puerto de Santander ha sido uno de los puntos estratégicos logísticos del norte de España.
- Datos: Q5861345